# Современное пятиборье на летних Олимпийских играх 1972
Соревнования по современному пятиборью на Летних Олимпийских играх 1972 года проводились с 27 по 31 августа как в личном, так и в командном первенстве. Соревнования проходили только среди мужчин. Формат соревнований был такой же, как это было с 1932 года: верховая езда, фехтование, стрельба, плавание, бег и проходили в течение пяти дней, без дня отдыха.
Участники: 59 спортсменов из 20 стран.
- Самый молодой участник: Джордж Скене  Канада (17 лет и 176 дней).
- Самый старейший участник: Бо Янссон  Швеция (35 лет, 130 дней).

## Команда СССР
Сборную Советского Союза представляли: Павел Леднёв (29 лет), Владимир Шмелев (25 лет) и Борис Онищенко (34 года), запасной Виктор Сватенко (ДСО «Енбек», Казахская ССР).
Турнир пятиборцев завершился победой венгерского спортсмена Андраша Бальцо, который к своим пяти титулам чемпиона мира в личном зачете прибавил золотую медаль олимпийского чемпиона в личном первенстве.

## Общий медальный зачёт
| Место | Страна    | Золото | Серебро | Бронза | Всего |
| ----- | --------- | ------ | ------- | ------ | ----- |
| 1     | СССР      | 1      | 1       | 1      | 3     |
| 2     | Венгрия   | 1      | 1       | 0      | 2     |
| 3     | Финляндия | 0      | 0       | 1      | 1     |

## Медалисты
| Дисциплина                   | Золото                                                 | Серебро                                               | Бронза                                                    |
| ---------------------------- | ------------------------------------------------------ | ----------------------------------------------------- | --------------------------------------------------------- |
| Мужчины Личное первенство    | Андраш Бальцо Венгрия                                  | Борис Онищенко СССР                                   | Павел Леднёв СССР                                         |
| Мужчины Командное первенство | СССР · Борис Онищенко · Павел Леднев · Владимир Шмелёв | Венгрия · Андраш Бальцо · Жигмонд Вилланьи · Пал Бако | Финляндия · Ристо Хурме · Вейкко Салминен · Мартти Кетеля |

## Итоговые результаты
- Личное первенство.

| Место | Спортсмен       | Возраст | Страна         | Конкур | Фехтование | очки/результат | очки/результат | очки/результат | Сумма |
| ----- | --------------- | ------- | -------------- | ------ | ---------- | -------------- | -------------- | -------------- | ----- |
| 1.    | Андраш Бальцо   | 34      | Венгрия        | 1060   | 1057       | 956/192        | 1060/3.46,6    | 1279/12.42,6   | 5 412 |
| 2.    | Борис Онищенко  | 34      | СССР           | 945    | 1076       | 934/191        | 1128/3.38,1    | 1020/13.35,0   | 5 335 |
| 3.    | Павел Леднёв    | 29      | СССР           | 1060   | 1019       | 1022/195       | 1092/3.42,8    | 1135/13.30,7   | 5 328 |
| 4.    | Джим Фокс       | 31      | Великобритания | 1100   | 1019       | 868/188        | 1024/3.51,2    | 1300/12.35,0   | 5 311 |
| 5.    | Владимир Шмелев | 25      | СССР           | 920    | 962        | 1022/195       | 1176/3.32,0    | 1222/13.01,9   | 5 302 |
| 6.    | Бьерм Ферм      | 28      | Швеция         | 1100   | 943        | 978/193        | 1112/3.40,4    | 1150/13.25,6   | 5 283 |